# Konstantinas Sirvydas
Konstantinas Sirvydas, né vers 1579 à Sirvydai (lt) (grand-duché de Lituanie) et mort le 23 août 1631 à Vilnius, est un prêtre jésuite lituanien, linguiste, philologue, et prédicateur de renom. Il est considéré comme le pionnier de la lexicographie et littérature lituanienne.

## Biographie
Né d’une famille aristocratique il étudie au collège jésuite de Vilnius avant d’entrer dans la Compagnie de Jésus le 10 août 1598, à Riga. Ordonné prêtre en 1610 il devient professeur de théologie à Vilnius en 1612. Il est également recteur de l’université de 1623 à 1624. Mais il est surtout connu comme professeur de théologie, arts libéraux et philologie.
Il compose, entre autres travaux, la première grammaire de la langue lituanienne, et surtout un dictionnaire trilingue (lituanien-latin-polonais) qui fait longtemps autorité.
Célèbre pour son éloquence sacrée il prêche pendant 10 ans, et deux fois par jour - un sermon en lituanien et l’autre en polonais - dans l’église Saint-Jean, église de l’université.
Konstantinas Sirvydas meurt de la tuberculose le 8 août 1631, à Vilnius. Il a à peine 51 ans.

## Œuvres
- Dictionnaire trilingue: Publié une première fois en 1619 le dictionnaire trilingue (polonais-lituanien-latin) de Sirvydas, dont le titre complet est Dictionarium trium linguarum in usum studiosae juventutis, est fréquemment réédité durant le XVIIe siècle (cinquième édition en 1713). C’est une œuvre pionnière de l'histoire littéraire lituanienne. Les éditions postérieures sont chaque fois augmentées et enrichies. Si la première édition contient approximativement 6 000 mots, la deuxième en dénombre déjà 11 000. Des néologismes y sont introduits. De nouvelles impressions ont lieu au XIXe siècle. À cette époque il est encore le seul dictionnaire lituanien de valeur. Cette œuvre magistrale est souvent mentionnée comme étape importante dans la stabilisation de la langue lituanienne.

- Des sermons sont publiés en 1629 qui sont plus tard traduits en polonais. La version lituanienne de ce travail était souvent employée comme livre d’école pour enseigner la langue lituanienne. Un  second volume de sermons sort de presse en 1644, une quinzaine d’années après sa mort.

- Grammaire: Aux environs de 1630, il compose la première grammaire de la langue lituanienne (Lietuvių kalbos raktas, en français : Clé de la langue lituanienne), dont aucun exemplaire ne semble avoir survécu.